# البطاحة (كعيدنة)

تعديل مصدري - تعديل

البطاحة هي إحدى قرى عزلة سواخ بمديرية كعيدنة التابعة لمحافظة حجة، بلغ تعداد سكانها 165 نسمة حسب تعداد اليمن لعام 2004.